# Келено (плеяда)
Келено́, Келайно́ (др.-греч. Κελαινώ — тьма, чернота, мрак) — в греческой мифологии дочь Атланта и Плейоны, одна из плеяд (либо дочь некоего Эргея).
Возлюбленная Посейдона, родившая ему сына Лика, либо двух сыновей: Лика и Никтея.
По поэту Мусею, Келено родила четырёх Эфиопов от четырёхглазого Аргоса.